# کاخ بلویو

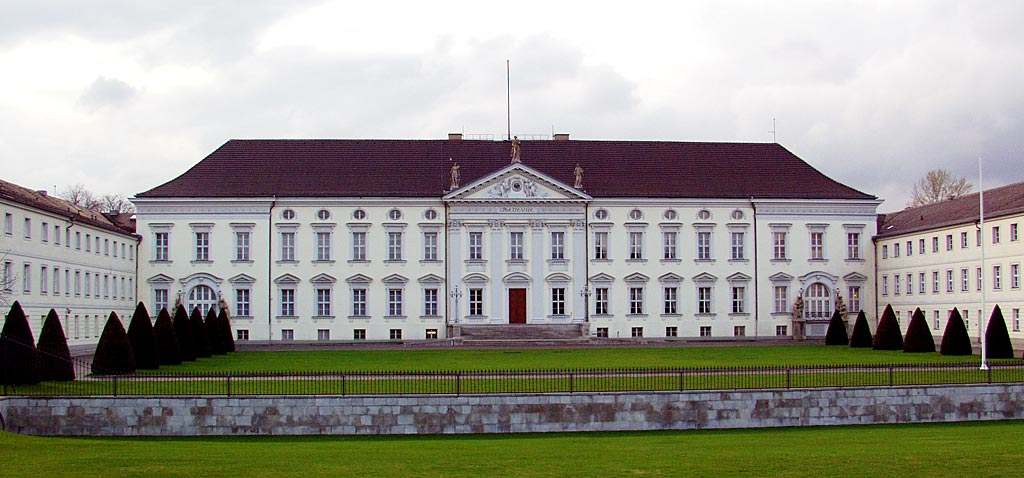

کاخ بِلْویُو در منطقه تیرگارتن برلین، از سال ۱۹۹۴ اقامتگاه رسمی رئیس‌جمهور آلمان بوده‌است. این بنا در کنار ساحل‌های رودخانه اسپری، در نزدیکی ستون پیروزی برلین، در امتداد گوشه کناری شمالی پارک گروبر تیرگارتین واقع شده‌است.
شلوس بلویو کاخ دوره ملوک الطوایفی در مرکز برلین است.

## پیشینه
این بنا در سال ۱۷۸۶ میلادی برای شاهزاده فردیناند آگوست پروس برادر کوچک‌تر فریدریش دوم، پادشاه پروس توسط معماری به نام" فیلیپ دانیل باومن " به عنوان اقامتگاه تابستانی او ساخته شد.
این بنا، اولین ساختمان نئوکلاسیک در آلمان بود و سه عنصر اصلی داشت؛ ساختمان مرکزی با ۱۹ عمارت. این ساختمان با پارکی به وسعت ۲۰ هکتار ساخته شده‌است. کاخ بلویو به عنوان محل اقامت رسمی پادشاه آلمان تا سال ۱۹۱۸ فعالیت می‌کرد.
قرارداد پایان جنگ‌های فرانسه و آلمان در ۳ سپتامبر ۱۸۷۰ در همین قصر امضا شد. در اواسط دهه ۱۹۳۰ این کاخ، به یک موزه مردم‌شناسی تبدیل شد. بعد از آن نیز به عنوان محل اقامت میهمانان رایش سوم بازسازی شد. این بنا در می ۱۹۴۵ در پایان جنگ جهانی دوم، خسارت دید و در پایان دهه ۱۹۵۰ به کلی بازسازی شد.

## نگارخانه

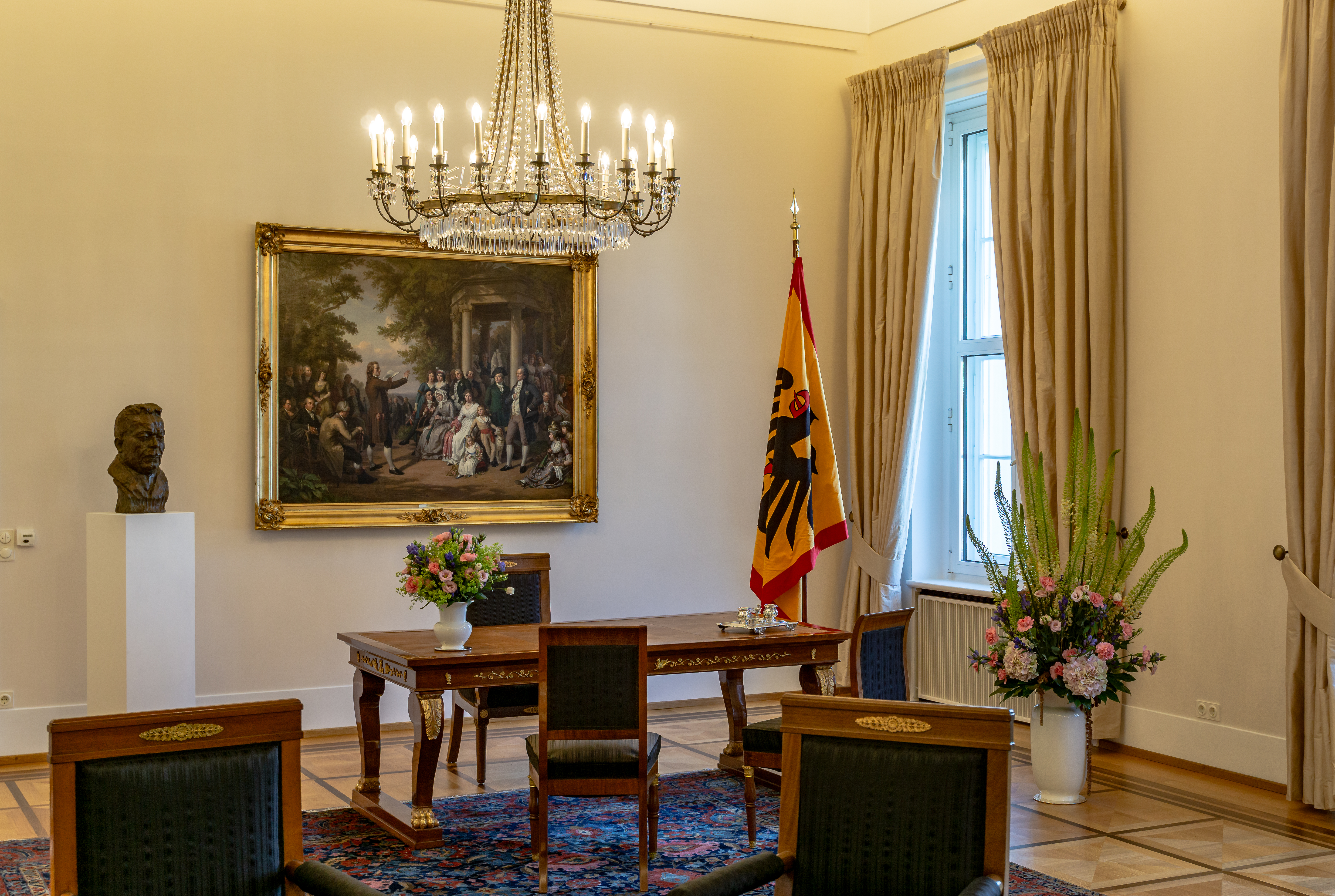

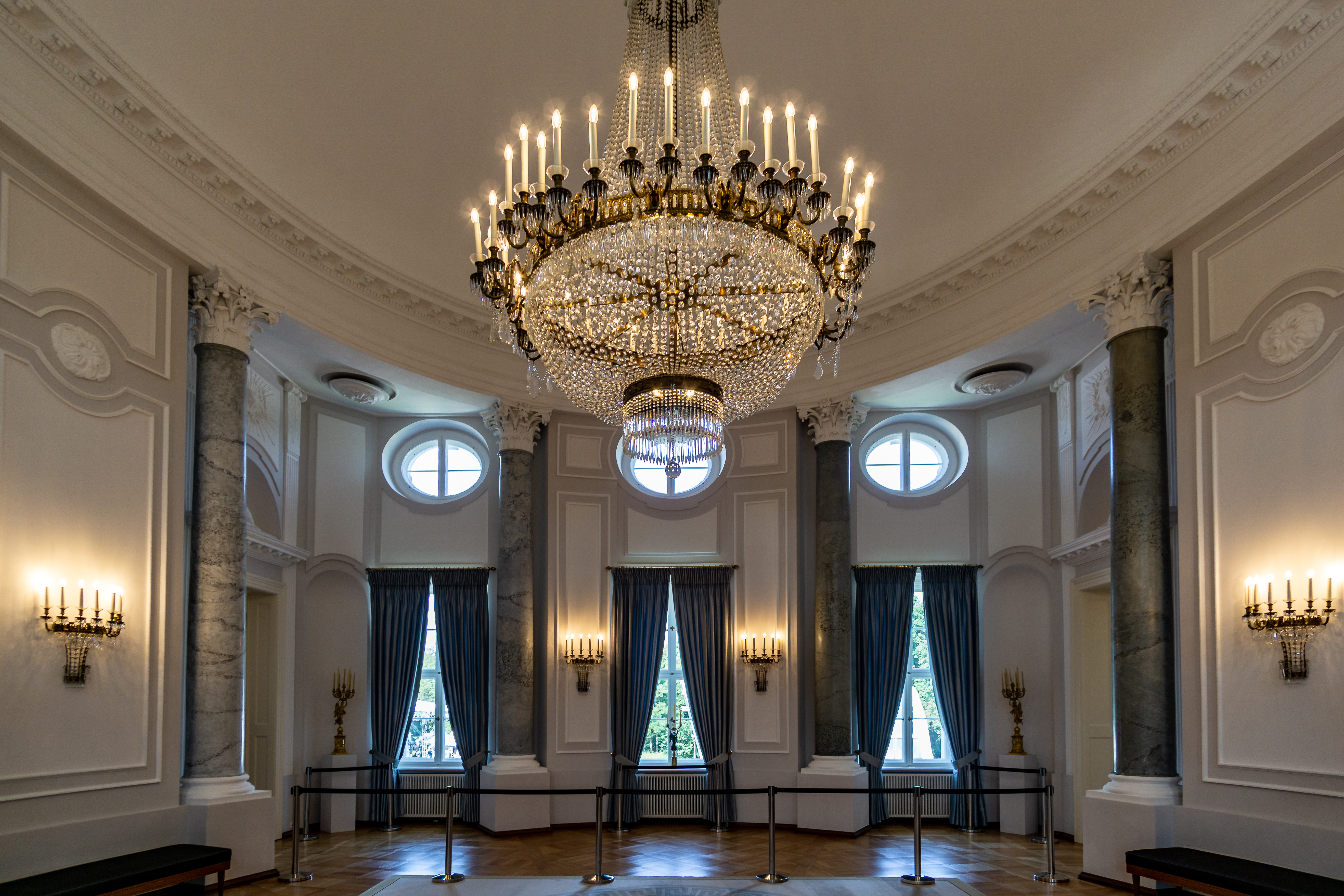

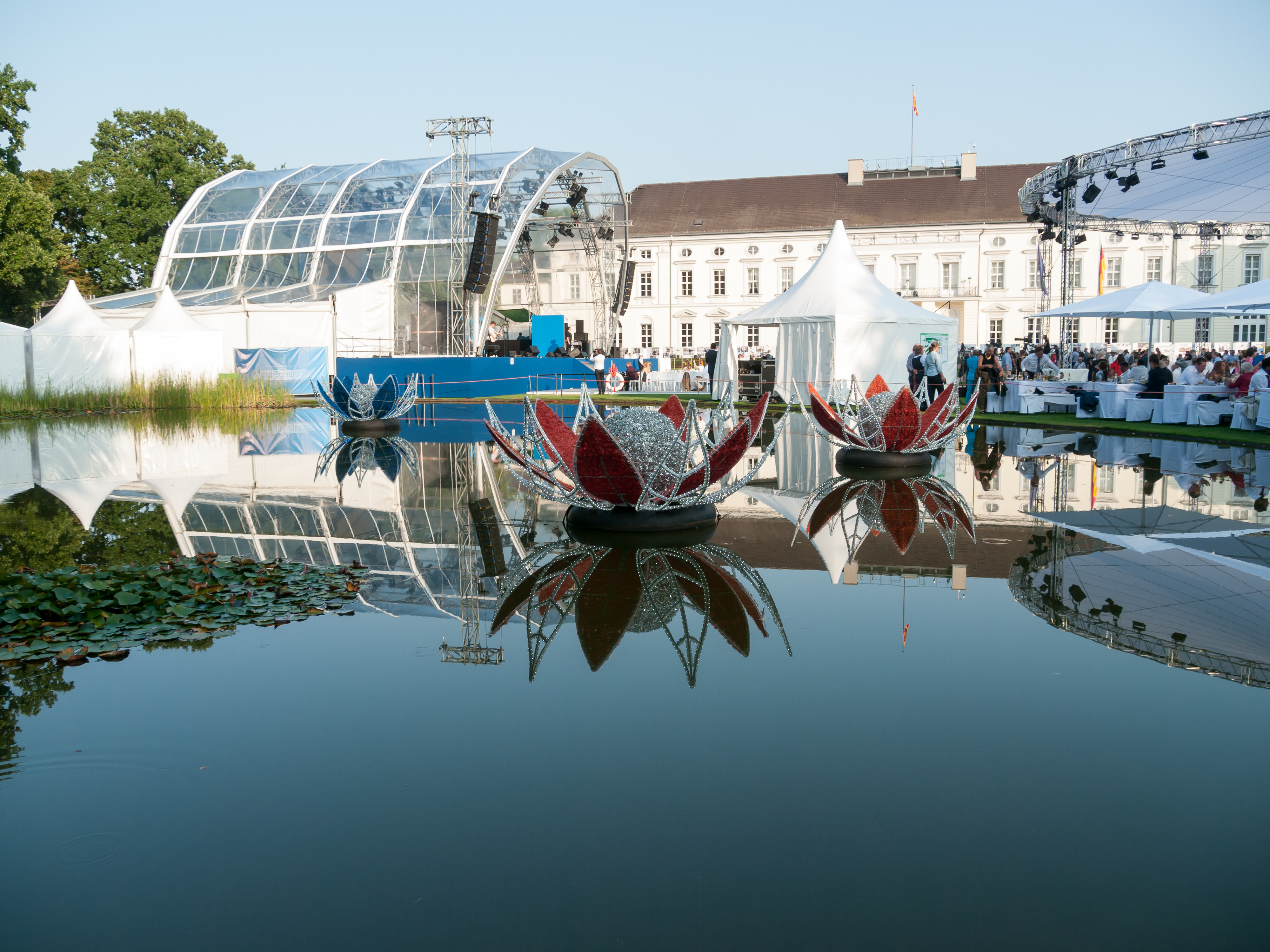

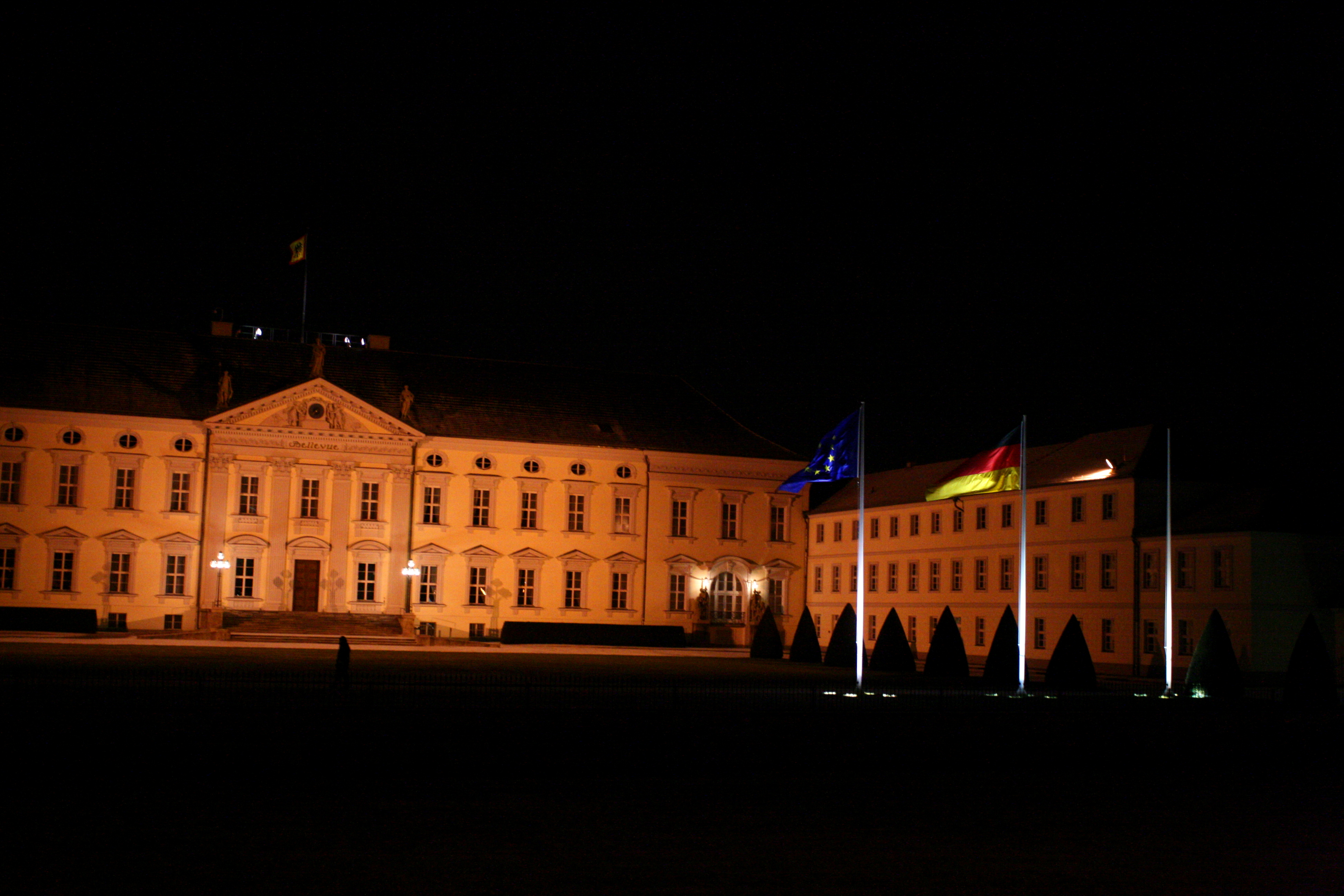

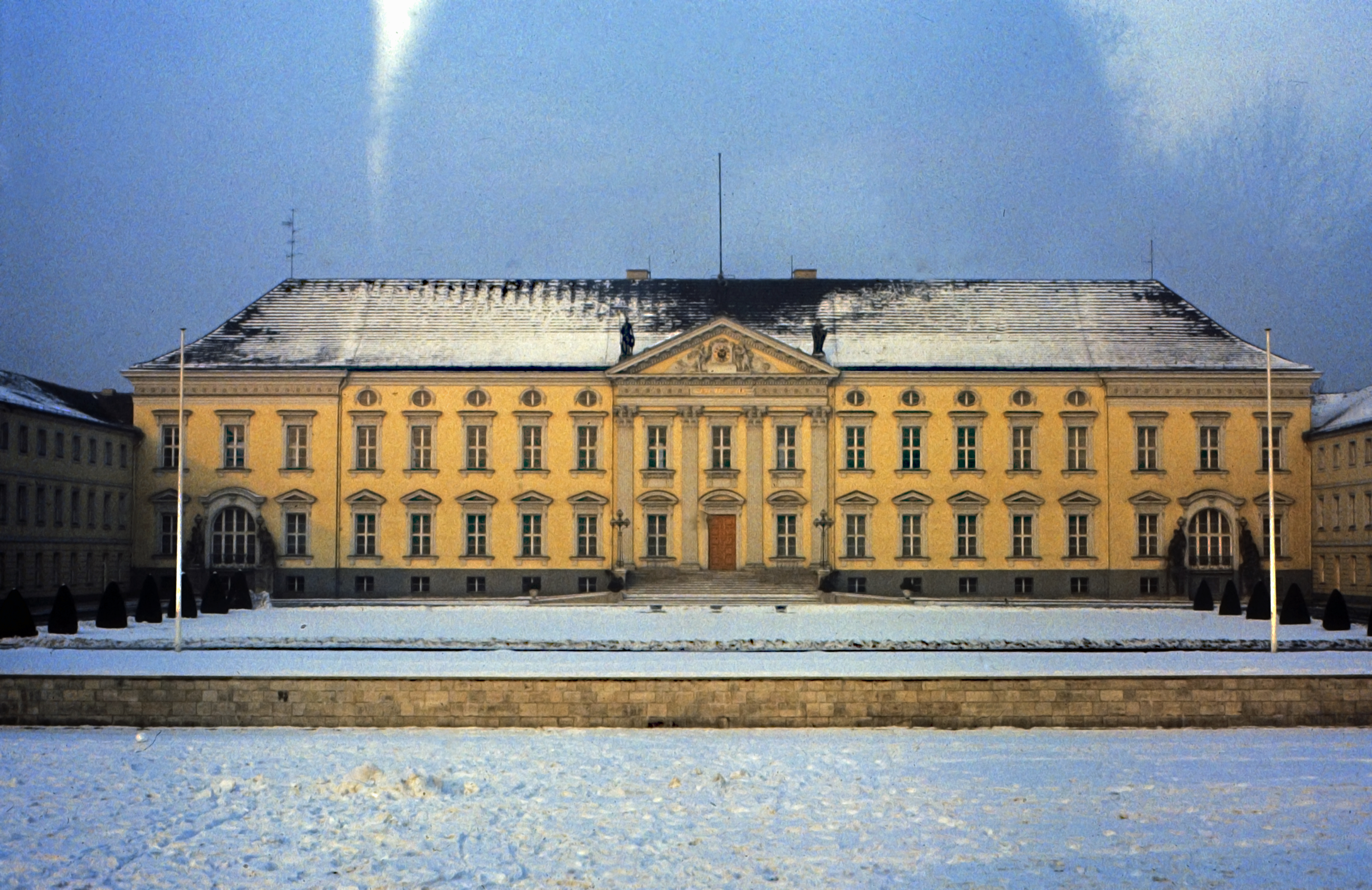